# Copa da República de Ciclismo
A Copa da República de Ciclismo é uma competição de ciclismo de estrada disputada em um único dia na cidade de Brasília. A prova existe tanto para a elite masculina como feminina do ciclismo nacional, embora a corrida feminina não tenha ocorrido na 1ª e na 5ª edição do evento. A primeira edição, em 2002, ocorreu no Aterro do Flamengo, no Rio de Janeiro, mas já no ano seguinte a prova foi mudada para o Eixo Monumental em Brasília. A 6ª edição da prova, em 2007, ocorreu em Belo Horizonte, e no ano seguinte a prova voltou ao Rio de Janeiro, mas desde então ocorre em Brasília.
A edição 2012 da prova, inicialmente marcada para 16 de dezembro, foi adiada para 3 de março de 2013, o que significou que, como em 2006, não houve uma edição do evento em 2012. Para a prova de 2013, o percurso foi novamente alterado, e pela primeira vez a prova foi realizada em São Paulo, no Centro Histórico da cidade. Em 2014, a prova foi disputada simultaneamente com a Volta Ciclística de São Paulo: a última etapa da prova era válida tanto como a 8ª etapa do evento como também válida como a edição 2014 da Copa da República de Ciclismo.

## Vencedores
| Ano        | Masculino          | Feminino                  |
| ---------- | ------------------ | ------------------------- |
| 2002       | Rodrigo Brito      | Clemilda Fernandes        |
| 2003       | Rodrigo Brito      | Clemilda Fernandes        |
| 2004       | Renato Ruiz        | Janildes Fernandes        |
| 2005       | Rodrigo Brito      | Uênia Fernandes           |
| 2007 (Jan) | Francisco Chamorro |                           |
| 2007 (Dez) | Nilceu dos Santos  | Márcia Fernandes Silva    |
| 2008       | Roberto Pinheiro   | Janildes Fernandes        |
| 2009       | Nilceu dos Santos  | Luciene Ferreira da Silva |
| 2010       | Francisco Chamorro | Janildes Fernandes        |
| 2011       | Francisco Chamorro | Fernanda da Silva Souza   |
| 2013       | Cristian Egídio    | Valquíria Pardial         |
| 2014       | Nilceu dos Santos  |                           |